# AT-S
Il trattore d'artiglieria sovietico AT-S, prodotto negli anni '40 e nel decennio successivo, è stato uno dei trattori d'artiglieria più potenti e capaci, nonostante il relativamente scarso livello di potenza assicurato dal motore. Esso nondimeno poteva trainare pezzi d'artiglieria pesanti anche 16.000 kg, e disporre di una cabina chiusa per 7 uomini. Fu sostituito dal più compatto Trattore ATS-59.
Uno dei modelli che è stato sviluppato a partire dallo stesso fu un mezzo significativo, il MB-24T: con 12 rampe per razzi BM-24 sul vano di carico posteriore, fu praticamente un'anticipazione dell'MLRS, ma dalla carriera operativa assai breve.
Un altro modello, l'OTS, aveva una lama apripista capace di fargli rimuovere fino a 80 m3 di materiale friabile all'ora, oppure 40-50 di terreno compatto. Il veicolo è stato largamente esportato, e viene usato più o meno da tutti i paesi del Patto di Varsavia e da Siria, Egitto, Jugoslavia, Finlandia e Cina. Esiste anche una versione polacca di questo veicolo.